# Piper halconense
Piper halconense är en pepparväxtart som beskrevs av C. Dc.. Piper halconense ingår i släktet Piper och familjen pepparväxter. Inga underarter finns listade i Catalogue of Life.